# Aspidosperma
Aspidosperma és un gènere de plantes, arbres (de 8 a 20 m d'alt) i arbusts que són plantes natives d'Amèrica del Sud. Les seves fulles estan disposades alternadament, les flors són petites i unides en cimes. Les seves llavors són aldes.

## Usos
La seva fusta és apreciada per a la construcció, el duramen és de color rosat-taronja. L'escorça i les fulles es fan servir en decocció contra el reumatisme articular i com antiespasmòdic. També se'n fan els arcs dels violins.

## Taxonomia
El gènere va ser descrit per Mart. i Zucc. i publicat a Flora 7(1, Beibl. 4): 135. 1824. L'espècie tipus és: Aspidosperma tomentosum
- Aspidosperma cylindrocarpon
- Aspidosperma dasycarpon
- Aspidosperma discolor
- Aspidosperma jaunechense
- Aspidosperma macrocarpon
- Aspidosperma megalocarpon
- Aspidosperma melanocalyx
- Aspidosperma myristicifolia
- Aspidosperma parvifolium
- Aspidosperma polyneuron
- Aspidosperma populifolium
- Aspidosperma quebracho-blanco
- Aspidosperma ramiflorum
- Aspidosperma spruceanum
- Aspidosperma subincanum
- Aspidosperma tomentosum